# Les Vacances du petit Nicolas
Les Vacances du petit Nicolas is een Franse komische film uit 2014 onder regie van Laurent Tirard. De film is gebaseerd op de gelijknamige boekenreeks van René Goscinny en Jean-Jacques Sempé en een vervolg op de film Le petit Nicolas uit 2009.

## Verhaal
Eindelijk is het moment aangebroken waarop Nicolas wachtte, de schoolvakantie. Vergezeld van zijn ouders, zijn vrienden en zijn oma (mémé) trekt hij naar de zee waar ze hun intrek nemen in het Hôtel Beau-Rivage in Bain-les-Mers. Op het strand duurt het niet lang voor Nicolas om nieuwe vrienden te maken. Zo is er Blaise die niet op vakantie is omdat hij hier woont, Fructueux, die alles lust, zelfs vis, Djodjo die Engels spreekt en die dus niemand begrijpt, Crepin die voortdurend huilt en Como die altijd gelijk wil hebben en zo iedereen boos maakt. Maar er is ook Isabelle, een verlegen meisje waar Nicolas verliefd op wordt. Met deze groep belooft de vakantie fantastisch te worden. 

## Rolverdeling
- Mathéo Boisselier als Nicolas
- Valérie Lemercier als de moeder van Nicolas
- Kad Merad als de vader van Nicolas
- Dominique Lavanant als Mémé
- Bouli Lanners als M. Bernique
- Luca Zingaretti als le producteur
- Judith Henry als Mme Bernique
- Erja Malatier als Isabelle
- François-Xavier Demaison als Le Bouillon
- Francis Perrin als de schooldirecteur
- Daniel Prévost als M. Moucheboume
- Christian Hecq als de kolonel
- Bruno Lochet als M. Leguano
- Fabienne Galula als Mme Leguano
- Lionel Abelanski de architect
- Jean-Michel Lahmi de ijsjesverkoper
- Chann Aglat als Marie-Edwige
- Hugo Sepulveda als Fructueux

## Productie
De film werd grotendeels opgenomen op het Île de Noirmoutier, meer bepaald op la Plage des Dames. Maxime Godart die de rol van Nicolas speelde in de vorige film in 2009 was ondertussen te groot geworden zodat naar een andere hoofdrolspeler moest uitgekeken worden. Michel Duchaussoy die de rol speelde van de schooldirecteur in 2009, overleed in 2012 en werd vervangen door Francis Perrin. Oorspronkelijk zou Bernadette Laffont de rol van oma spelen maar zij overleed bij het begin van het filmen en werd vervangen door Dominique Lavanant.